# San José, Encarnación de Díaz
San José är en ort i Mexiko.   Den ligger i kommunen Encarnación de Díaz och delstaten Jalisco, i den centrala delen av landet, 400 km nordväst om huvudstaden Mexico City. San José ligger 1 811 meter över havet och antalet invånare är 103.
Terrängen runt San José är en högslätt. Runt San José är det ganska tätbefolkat, med 65 invånare per kvadratkilometer. Närmaste större samhälle är San Juan de los Lagos, 16,5 km söder om San José. Trakten runt San José består till största delen av jordbruksmark.